# Ernst-Haage-Preis
Der Ernst-Haage-Preis wird seit 2006 von der Ernst-Haage-Stiftung vergeben und zeichnet den wissenschaftlichen Nachwuchs für hervorragende Leistungen auf dem Gebiet der Chemischen Energiekonversion aus.

## Ernst Haage
Die Ernst-Haage-Stiftung, die den Ernst-Haage-Preis verleiht, ist benannt nach dem 1968 verstorbenen Mülheimer Unternehmer Ernst Haage (* 27. Oktober 1901 in Duisburg; † 23. August 1968 in Mülheim an der Ruhr), der durch seine wissenschaftlich-technischen Instrumente und Bauteile seit 1932 eng mit der Forschung der Mülheimer Max-Planck-Institute verbunden war. 1916 begann die Karriere Ernst Haages mit einer Lehre als Feinmechaniker am Kaiser-Wilhelm-Institut für Kohlenforschung in Mülheim an der Ruhr (KWI), heute das MPI für Kohlenforschung.
Am 1. April 1925 übernahm Ernst Haage die Leitung der Feinmechaniker-Werkstätten und der technischen Einrichtungen am KWI und gründete dort 1932 einen eigenen Betrieb, der 1963 in eigene Gebäude verlegt wurde. Das Hauptaugenmerk des Betriebes lag dabei auf der Konstruktion von Apparaten für die Forschung und Wissenschaft.  So entwickelten und bauten die Mitarbeiter verschiedenartigste Prüfgeräte für Laboratorien fast aller Industrien im In- und Ausland und insbesondere Apparate für die Benzin Synthese und die Erdöl-Industrie sowie Spezialapparate für die Chemische und die Papier-Industrie.
Für seinen Einsatz in Wissenschaft und Forschung bekam Ernst Haage 1936 das Verdienstabzeichen für die Wissenschaft von der Kaiser-Wilhelm-Gesellschaft verliehen, welches ihm durch den Präsidenten Max Planck persönlich ausgehändigt wurde. Ernst Haage, auch Mitglied des Vorstandes des Unternehmerverbandes der Metall-Industrie Ruhr-Niederrhein e.V. und Förderer des Jugendsportes, wurde darüber hinaus im März 1968 vom damaligen Bundespräsidenten Heinrich Lübke mit dem Verdienstkreuz am Bande ausgezeichnet.

## Ernst-Haage-Stiftung
Die Ernst-Haage-Stiftung zur Förderung des wissenschaftlichen Nachwuchses konnte 2006 durch eine private Spende ins Leben gerufen werden. Das Stiftungskuratorium, das aus einem Bevollmächtigten des Stiftenden und dem Direktorium des Max-Planck-Instituts für Chemische Energiekonversion (MPI CEC) besteht, zeichnet jedes Jahr exzellente Forschungsarbeiten von Nachwuchswissenschaftlern mit dem Ernst-Haage-Preis aus.

### Neuausrichtung des Ernst-Haage-Preises
Seit der Gründung des Ernst-Haage-Preises wurde die Auszeichnung an herausragende Nachwuchswissenschaftler des Max-Planck-Instituts für Chemische Energiekonversion vergeben und hatte somit den Charakter einer internen Preisverleihung. Das Stiftungskuratorium wollte jedoch die nationale Bedeutung des Preises deutlich erhöhen. Deshalb kam es im Jahr 2012 zu einer Neuausrichtung des Preises, der seitdem in drei Kategorien verliehen wird:
- In der ersten Kategorie Ernst-Haage-Preis (national) wird der Preis deutschlandweit ausgeschrieben und geht an in Deutschland arbeitende Nachwuchswissenschaftler mit herausragenden Forschungsleistungen. Der Preis unterstreicht somit die besondere Bedeutung von einem starken Wissenschaftsstandort Deutschlands.
- In der zweiten Kategorie, Ernst-Haage-Preis für Doktoranden geht der Preis an ausgezeichnete Wissenschaftler, die im vorangegangenen Jahr am MPI CEC mit herausragenden Leistungen promoviert haben.
- Neben dem wissenschaftlichen Nachwuchs, der für seine Leistungen honoriert wird, werden auch überdurchschnittliche Ausbildungsleistungen der Auszubildenden am MPI CEC entsprechend gewürdigt. Bereits seit 2009 vergibt die Stiftung deshalb den Auszubildenden-Preis der Ernst-Haage-Stiftung. Diese Kategorie blieb auch nach der Neuausrichtung erhalten.

Im Rahmen der Umbenennung des Max-Planck-Instituts für Chemische Energiekonversion (vorher Max-Planck-Institut für Bioanorganische Chemie) wurde auch der zu fördernde Forschungsbereich neu definiert. Zweck der Stiftung ist somit die Förderung auf dem Gebiet der Chemischen Energiekonversion, insbesondere die Förderung junger Wissenschaftler, die innovativ und erfolgreich auf diesem Feld forschen und arbeiten.

## Preisträger

### Ernst-Haage-Preisträger 2006–2011
- 2006 John Berry
- 2007 Johannes Messinger
- 2008 Connie Lu
- 2009 Maria-Eirini Pandelia, Carsten Milsmann
- 2010 Dimitrios A. Pantazis
- 2011 Nicholas Cox

### Ernst-Haage-Preis (national)
- 2012 Kallol Ray
- 2013 Oana Cojocaru-Mirédin
- 2014 Martin H. G. Prechtl
- 2015 Inke Siewert
- 2016 Aliaksandr Bandarenka
- 2017 Harald Oberhofer
- 2018 Tim-Patrick Fellinger
- 2019 Thomas-Christian Jagau
- 2020 Crispin Lichtenberg
- 2021 Max Martin Hansmann
- 2022 Eva Blasco, Sabine Richert
- 2023 Oliver Dumele
- 2024 Barbara A. J. Lechner
- 2025 Terrance J. Hadlington

### Ernst-Haage-Preis für Doktoranden
- 2012 Andreas Hansen
- 2013 Michael Römelt
- 2014 Katharina Weber
- 2015 Julia Schumann
- 2016 Cyriac Massué
- 2017 Patricia Rodríguez Maciá
- 2018 Lucas Schreyer
- 2019 Casey van Stappen
- 2020 Roberta Properzi und Akash Kaithal
- 2021 Rebeca Gómez Castillo
- 2022 Niklas Kinzel
- 2023 Joyce Grimm, Maria Drosou
- 2024 Tim Schulte, Sheng-Hsiang Lin
- 2025 Maximilian Hielscher, Liqun Kang